# Gerald Ridsdale
Pour un article plus général, voir Abus sexuels sur mineurs dans l'Église catholique en Australie.
Pour les articles homonymes, voir Ridsdale.
Gerald Francis Ridsdale (né le 20 mai 1934 et mort le 18 février 2025) est un prêtre catholique australien, reconnu coupable d'abus sexuels sur des enfants et d'attentats à la pudeur envers au moins 70 enfants, certains âgés d'à peine quatre ans. Les délits se sont produits des années 1960 aux années 1980.

## Biographie
Ridsdale est né à St Arnaud dans le centre du Victoria et a grandi à Ballarat.

## Abus sexuels

### Premiers cas
Dès 1955, Ridsdale abuse sexuellement de garçons, alors qu'il était âgé de 21 ans.
À partir de 1971, Ridsdale est aumonier à l'école primaire St Alipius, à Ballarat, un pensionnat pour garçons. Il a également travaillé à Apollo Bay en 1972-1973.
Lors de son procès de 1994, on apprend qu'il avait été envoyé chez un psychologue dès 1971, bien que l'évêque du diocèse de Ballarat (en), Ronald Mulkearns (en), ait déclaré qu'il n'avait aucune connaissance des actions de Ridsdale jusqu'en 1975, alors le prêtre était parti à Inglewood. Un parent témoigne alors que Ridsdale avait agressé leur fils, mais ils avaient été réticents à laisser le garçon être interrogé par la police et le prêtre avait déjà déménagé. Lorsqu'un officier de police impliqué dans l'affaire a parlé à Mulkearns, ce dernier a promis de s'occuper de Ridsdale mais, au lieu de ça, l'avait simplement plutôt déplacé. L'enquête policière sur ce que Mulkearns savait de Ridsdale, conclut qu'il était au courant des crimes de Ridsdale bien plus tôt qu'il ne l'avait admis.

### Transferts
- En 1976, à Edenhope[1].
- En 1980, à l'Institut national de pastorale d'Elsternwick (en) à Melbourne[1].
- En 1981, à Mortlake (en).
- Fin de 1982, à Sydney.
- En 1986, à Horsham. Deux personnes y déposent des plaintes à son sujet en 1988[1].
- En 1990, il est envoyé un centre de traitement catholique à Jemez Springs[N 1], au Nouveau-Mexique aux États-Unis, géré par la congrégation des serviteurs de Paraclete (en) pour un traitement[1],[3]. Il revient en Australie neuf mois après et est nommé aumônier à l'hôpital St John of God à Richmond, en Nouvelle-Galles du Sud, dans la banlieue nord-ouest de Sydney[1].

### Les procès

#### 1993
Une victime contacte la police de Victoria en novembre 1992, ce qui a conduit à l'arrestation de Ridsdale en février 1993,. En mai 1993, Ridsdale est inculpé par la Melbourne Magistrates Court (en) de 30 chefs d'accusation d'indécence, agression contre 9 garçons âgés de 12 à 16 ans entre 1974 et 1980. Le cardinal George Pell, alors évêque auxiliaire de Melbourne, déclare avant l'audience de 1993 que lui et Ridsdale avaient partagé une maison du clergé alors que Pell était prêtre assistant à l'église St Alipius avec Ridsdale dans les années 1970. Pell nie alors être au courant des abus du prêtre. Ridsdale plaide coupable et est condamné à 12 mois de prison avec une période de non-libération conditionnelle de trois mois.

#### 1994
Quelques semaines plus tard, en 1994, Ridsdale est à nouveau jugé. Il plaide coupable à 46 chefs d'accusation pour abus sur 20 garçons et d'une fille entre 1961 et 1982. Il est condamné à 18 ans d'emprisonnement avec un minimum de 15 ans, à purger cumulativement avec la peine précédente.

#### 2006
Un autre procès a lieu. Il plaide coupable à 35 chefs d'accusation d'attentat à la pudeur envers dix garçons entre 1970 et 1987 à Bacchus Marsh, Ballarat, Warrnambool, Edenhope, Horsham et Mortlake. Il est condamné à 13 ans d'emprisonnement avec un minimum de sept ans, dont trois ans considérés comme déjà purgés par les peines précédentes. Quelques-unes de ses victimes critiquent alors la clémence de la peine.

#### 2013
Quelques semaines avant que Ridsdale ne soit éligible à la libération conditionnelle, il est accusé de 84 infractions supplémentaires contre 14 victimes commises entre 1961 et 1981. Il plaide à nouveau coupable des 29 chefs d'accusation (27 d'attentat à la pudeur, un de sodomie et un de relations sexuelles avec une jeune fille de moins de 16 ans) commis entre 1960 et 1980 et demande que 27 autres cas soient pris en considération lors de la détermination de la peine. S'ajoutent alors des accusations de viol et de maltraitance d'enfants de quatre ans et plus, Ridsdale est condamné à huit ans de prison en avril 2014, le juge ordonnant qu'il soit admissible à une libération conditionnelle en avril 2019. Après ce procès, le nombre de victimes confirmées de Ridsdale s'élève à 54.

#### 2017
- Le 13 avril 2017, Ridsdale plaide coupable dans un autre procès pour 20 autres infractions contre dix garçons et une fille, des abus commis entre 1961 et 1988 dans l'ouest de Victoria[11].
- Le 15 août 2017, Ridsdale plaide coupable de 23 chefs d'accusation, dont des viols et abus de 12 enfants, 11 garçons et 1 fille âgés de 6 à 13 ans, entre 1962 et 1988 à Ballarat et ses environs[12],[13]. L'une des victimes déclare devant le tribunal qu'elle avait été maltraitée à plusieurs reprises par Ridsdale, notamment agressée sur l'autel d'une église de Ballarat, tandis qu'une autre victime déclare que Ridsdale l'avait maltraitée des centaines de fois[14]. Ridsdale est condamné à 11 ans d'emprisonnement, avec cinq ans cumulatifs aux peines précédentes. Le nombre de victimes connues de Ridsdale est désormais de 65[15].

#### 2020
Le 14 mai 2020, un juge du tribunal du comté de Victoria, Gerard Mullaly, prolonge de deux ans, jusqu'en 2024, la période de non-libération conditionnelle de Ridsdale, qui devait initialement se terminer en 2022.

#### 2021
Un homme, connu par la commission royale sous le nom de « BAQ », affirme avoir été maltraité par Ridsdale dans les années 1970. Un nouveau procès se prépare mais le 10 avril 2021, à la veille du début des auditions, « BAQ » reçoit un dédommagement de 1,5 million de dollars, clôturant l'affaire. « BAQ » était un élève de la St Alipius Boys' School, à Ballarat, où Risdale était l'aumônier de l'école,

### Peine de prison
Ridsdale purge une peine de 36 ans de prison à la prison d'Ararat pour avoir maltraité près de 70 victimes.

### Protection par le diocèse de Ballarat
Le 13 septembre 2019, le diocèse de Ballarat publie une déclaration admettant que le clergé de haut rang du diocèse était au courant des allégations d'abus sexuels contre Ridsdale et avait ensuite tout fait pour le protéger des poursuites. Cette confession arrive à la suite d'un procès civil intenté contre le diocèse par l'une des victimes de Ridsdale.

### Enquêtes gouvernementales
En 2008, quatorze des victimes de Ridsdale forment un groupe pour faire pression sur le ministère de la Justice pour une commission de justice indépendante afin d'enquêter sur la façon dont les victimes ont reçu des sommes différents en indemnisation de la part de l'Église catholique. En 2012, le parlement du Victoria crée l'Enquête sur le traitement des abus envers les enfants par des organisations religieuses et autres organisations non gouvernementales. La commission dépose les résultats de son enquête au parlement le 13 novembre 2013 et le gouvernement dépose sa réponse aux recommandations de l'enquête le 8 mai 2014.
En mai 2015, la Commission royale sur les réponses institutionnelles aux abus sexuels sur enfants ouvre une enquête sur la réponse des autorités de l'Église catholique compétentes à l'impact des abus sexuels sur enfants sur les survivants d'abus sexuels sur enfants, leurs familles et la communauté de Ballarat. L'audience entend des résidents, d'anciens élèves de St Joseph's Home, Ballarat, St Alipius Primary School, Ballarat East, St Alipius Parish, Ballarat East, St Patrick's College, Ballarat, et l'école primaire St Patrick's Christian Brothers Boys, Ballarat, et des membres de la communauté de Ballarat sur l'impact des abus sexuels sur enfants sur la communauté de Ballarat. Des membres du clergé catholique reconnus coupables d'infractions sexuelles commises sur des enfants dans les limites géographiques du diocèse de Ballarat sont également invités à prendre la parole ou à faire des déclarations devant la commission royale. Ridsdale témoigne pendant deux jours par vidéo depuis la prison, détaillant ses souvenirs de ses mauvais traitements. David, le neveu de Ridsdale témoigne qu'il avait été agressé sexuellement par son oncle entre 11 et 15 ans. La commission royale siège pendant la majeure partie de 2017,. Le rapport final est rendu public en décembre 2017,.
La Commission royale sur les réponses institutionnelles aux abus sexuels sur enfants a constaté que l'évêque du diocèse de Ballarat, James O'Collins, avait reçu une plainte dans les années 1960 selon laquelle Ridsdale avait agressé sexuellement un garçon mais n'avait pas pris de mesures,. Il avait été aussi rapporté à la commission royale que l'évêque Ronald Mulkearns savait en 1975 que Ridsdale avait abusé des garçons et n'avait rien fait pour empêcher l'abus de se produire. La commission a constaté que « l'évêque Mulkearns a encore manqué à son devoir en ne prenant aucune mesure efficace pour que Ridsdale soit signalé à la police ni pour restreindre le contact de Ridsdale avec les enfants. L'évêque Finnigan avait déclaré que Ridsdale avait été déplacé parce qu'« on craignait que les plaintes soient rendues publiques ».

#### Témoignages
La commission royale a entendu de nombreuses histoires de victimes, dont Paul Levey qui avait été envoyé vivre seul avec Ridsdale au presbytère de Mortlake. Alors que les parents de Levey traversaient des problèmes de mariage, Ridsdale est devenu un visiteur régulier de leur maison, offrant son aide. Ridsdale emmena Levey à White Cliffs, en Nouvelle-Galles du Sud, pour y chercher des opales et où le prêtre commença à maltraiter le garçon. Lorsque les parents de Levey divorcent, Ridsdale l'emmène vivre avec lui au presbytère de Mortlake. Il est alors âgé de 13 ans. Levey déclare qu'il avait été "abusé sexuellement tout le temps, à peu près tous les jours". Des témoignages confirment que l'évêque Mulkearns faisait partie de ceux qui savaient que Ridsdale avait un garçon vivant avec lui, mais n'est pas intervenu,. La commission constate aussi que tous les garçons de l'école de Mortlake âgés de 10 à 16 ans avaient été maltraités par Ridsdale,.
Le 7 mai 2020, le rapport de la commission royale révèle que le futur cardinal George Pell, alors membre du collège de consultants du diocèse de Ballarat, était au courant des abus commis par Ridsdale et avait délibérément participé aux efforts de dissimulation et au transfert de Ridsdale de la paroisse Mortlake près de Ballarat vers Sydney en 1982,. « Au moins » l'une des victimes de Ridsdale, son neveu David, affirme que Pell « a essayé de le soudoyer » pour qu'il « garde le silence », en février 1983, lors d'une conversation téléphonique. Même s'il y a un doute sur la façon dont David Risdale a interprété la conversation,,, la commission constate également que Pell était suffisamment conscient des abus sexuels commis sur des enfants par le prêtre dès 1973 et aurait dû envisager des mesures visant à éviter les situations à risques, comme le laisser emmener des garçons dans des camps de nuit,.
Précédemment uniquement connu sous le pseudonyme "JCB", Steve Blacker a été violé dans le confessionnal de l'église St Colman, à Mortlake, en 1982, alors qu'il avait neuf ans. À l'époque, Ridsdale abusait déjà d'enfants à Ballarat depuis au moins 20 ans.
En 2018, Blacker et son équipe juridique poursuivent le diocèse de Ballarat, déclarant que le diocèse était au courant des crimes de Ridsdale depuis des décennies et avait manqué à son devoir de diligence en le déplaçant de paroisse en paroisse, où il a continué à agresser sexuellement des centaines d'enfants.
Le 28 septembre 2019, le diocèse finit par reconnaitre sa responsabilité légale et verse à Blacker 1 million de dollars d'indemnisation. C'est alors la première fois qu'une autorité religieuse catholique en Australie reconnait sa responsabilité légale dans une affaire d'abus sexuels sur des enfants,.
Blacker a été interviewé par Sarah Ferguson (en) pour la série documentaire Revelation (en) d'ABC, où il parle publiquement pour la première fois des abus de Ridsdale. Son histoire figure dans le troisième épisode de la série.

## Mort
Il meurt en prison le 18 février 2025,.